# Jean Paler
Jean Paler (n. 17 decembrie 1952) este un actor român de comedie.

## Studii
A studiat și a absolvit la clasa maestrului Dem Rădulescu.

## Activitatea profesională
A participat în numeroase turnee cu artiști precum Irina Loghin, Dem Rădulescu, Dan Spătaru, Jean Constantin, Nicu Constantin ș.a.